# Autunita

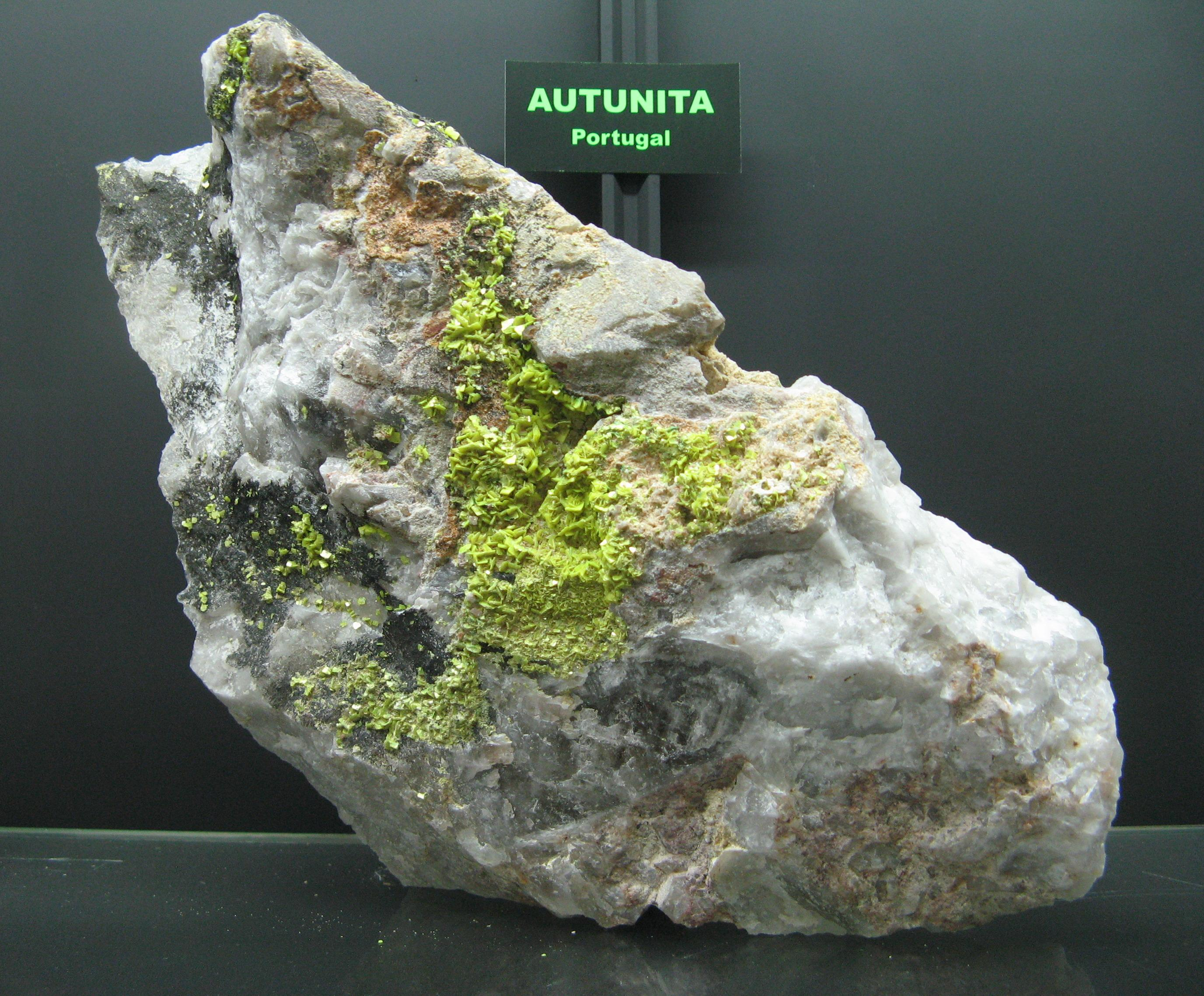
Autunita (verde) em pegmatita

A autunita ou autunite é um mineral que contém urânio, cuja fórmula química e Ca(UO2)2(PO4)2·10-12H2O. É radioativo quando encontrado em grandes jazidas, o mineral autunita é extraído e explorado comercialmente para a obtenção de urânio.
A autunita tem esplendidos cristais amarelo-esverdeados que perdem a cor e se decompõoem em ambientes secos. É também bastante comum, e é fluorescente sob a luz ultravioleta.

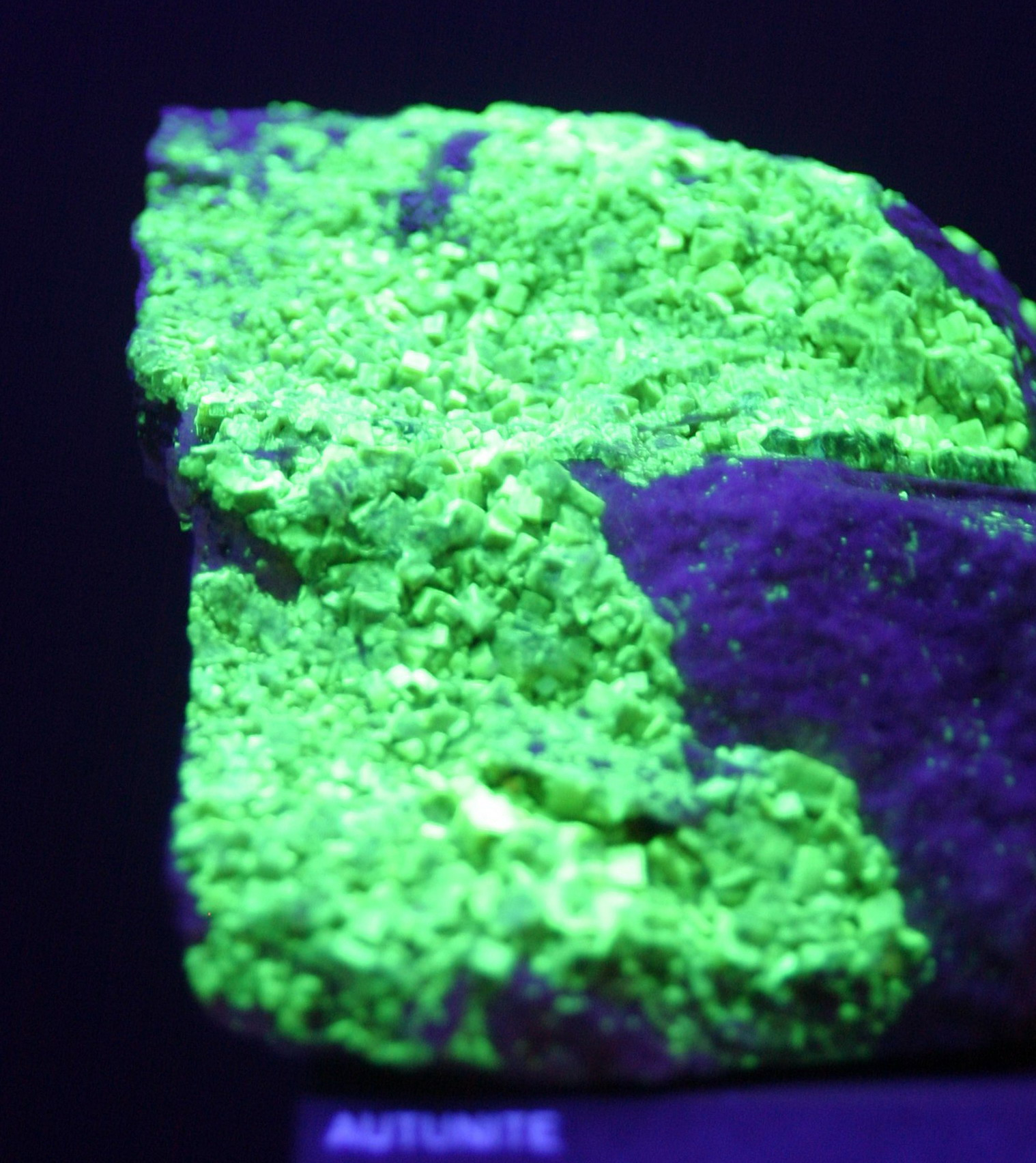
Autunita sob luz ultravioleta